# Koromandelküste

Indische Distrikte entlang der Koromandelküste

Koromandelküste wird die südöstliche Küste des Indischen Subkontinents genannt. Allgemein wird angenommen, dass der Name von den tamilischen Worten Chola Mandal für „Region (mandalam) der Chola“ (eine historische südindische Dynastie) abgeleitet ist. Historisch bezeichnet Koromandelküste die Küste zwischen Point Calmere (auch Cape Calimere oder Kodikkarai) in der Nähe des Flussdeltas der Kaveri nach Norden bis zur Mündung des Krishna. Heute teilen sich die Bundesstaaten Tamil Nadu, Andhra Pradesh und das Unionsterritorium Puducherry die Koromandelküste.

## Geographie
Die Küste ist insgesamt sehr flach und wird durch die Deltas mehrerer großer Flüsse unterbrochen, einschließlich der Kaveri, des Palar, des Penner und der Krishna, die in den Hochebenen der Westghats (Sahyadri-Berge) entspringen und durch das Dekkanplateau in den Golf von Bengalen fließen. Die Schwemmebenen dieser Flüsse sind fruchtbar und werden landwirtschaftlich genutzt. Die Küste ist auch für ihre Häfen in Pulicat (Pazhaverkadu), Chennai (Madras), Sadras, Puducherry (Pondichéry), Karaikal, Cuddalore, Tharangambadi (Trankebar), Nagore und Nagappattinam (Negapatam) bekannt, denen ihre Nähe zu Regionen mit reichen natürlichen und mineralischen Ressourcen wie dem Chhattisgarh-Gürtel und den Bergwerken von Golkonda und Kolar und/oder eine gute Transportinfrastruktur nützt. Die flache Geographie der Region fördert zudem das urbane Wachstum und das Zusammenwachsen von Städten.

## Klima
Die Koromandelküste liegt im Regenschatten der Westghats und erhält deshalb eine deutlich geringere Niederschlagsmenge während des sommerlichen Südwest-Monsuns als das restliche Indien. Der regionale Durchschnitt liegt bei 800 mm im Jahr, das meiste fällt zwischen Oktober und Dezember. Die Topographie des Golfs von Bengalen und die jahreszeitlich gestaffelten Wetterverhältnisse fördern den Nordwest-Monsun, der eine Tendenz hat, eher Zyklone und Hurrikane als einen gleichmäßigen Niederschlag mit sich zu bringen. Im Ergebnis wird die Küste fast jedes Jahr zwischen Oktober und Januar von rauem Wetter getroffen. Die sehr unterschiedlichen Niederschlagsmengen sind auch für Wasserknappheit und Hungersnöte in den meisten Gebieten verantwortlich, die nicht von großen Flüssen versorgt werden. Chennai ist beispielsweise wegen der schwer einschätzbaren jahreszeitabhängigen Natur des Monsuns, trotz der hohen Luftfeuchtigkeit eine der trockensten Städte des Landes, was die Verfügbarkeit von Trinkwasser angeht.

## Geschichte

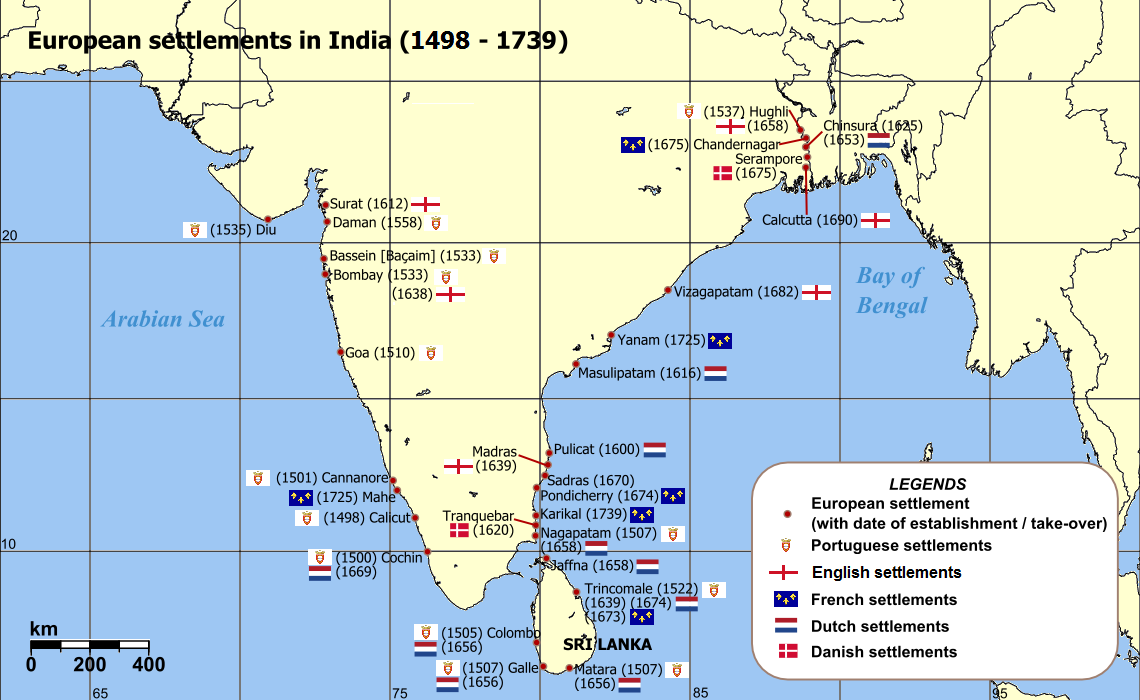
Europäische Besitzungen in Indien 1501 bis 1739

Die Koromandelküste war im 17. und 18. Jahrhundert Schauplatz von Kämpfen zwischen europäischen Kräften um die Kontrolle des Indienhandels. Die Briten setzten sich im Fort St. George (Madras) und in Masulipatnam fest, die Niederländer in Pulicat und Sadras, die Franzosen in Pondicherry, Karaikal und Nizampatnam und die Dänen in Tranquebar. Letztendlich machten die Briten um 1812 mit dem Sieg im Britisch-Französischen Kolonialkonflikt das Rennen, auch Frankreich behielt die beiden kleinen Enklaven in Pondicherry und Karaikal bis 1954. Waren aus Schellack – der unter anderem auch an der Koromandelküste gewonnen wurde – wie Kästen, Schirme und Truhen wurden im 18. Jahrhundert als Coromandelwaren bekannt. Auch viele chinesische Waren fielen darunter, da der chinesische Export häufig über Koromandelhäfen abgewickelt wurde. Am bekanntesten davon ist der Koromandellack geworden.

## Ökologie
Die Koromandelküste ist die Heimat der Ökoregion Ostdekkanischer immergrüner Trockenwald, die als schmaler Streifen die Küste entlangläuft. Anders als die anderen tropischen und subtropischen Trockenlaubwaldregionen in Indien, wo die Bäume ihre Blätter während der Trockenperiode verlieren, behält der Ostdekkanische immergrüne Trockenwald seine Blätter das ganze Jahr über. Die Koromandelküste beheimatet auch ausgedehnte Mangrovenwälder entlang der tiefgelegenen Küste und Flussdeltas und verschiedene wichtige Feuchtgebiete, zum Beispiel die Seen Kaliveli und Pulicat, die einen Lebensraum für tausende Zug- und Standvögel bieten.
Die Koromandelküste war vom Erdbeben im Indischen Ozean 2004 und dem darauf folgenden Tsunami betroffen, der hier viele Menschen tötete und viele Küstendörfer vernichtete.